# Seksafera w Samoobronie
Seksafera w Samoobronie – potoczne i medialne określenie rzekomych zachowań niektórych działaczy partii Samoobrona RP i prowadzonego w tej sprawie postępowania karnego. Zdarzenia te opisane zostały artykułem prasowym Praca za seks w Samoobronie w „Gazecie Wyborczej” z 4 grudnia 2006 roku autorstwa Marcina Kąckiego.

## Powstanie i przebieg Seksafery wSamoobronie

### Grudzień 2006

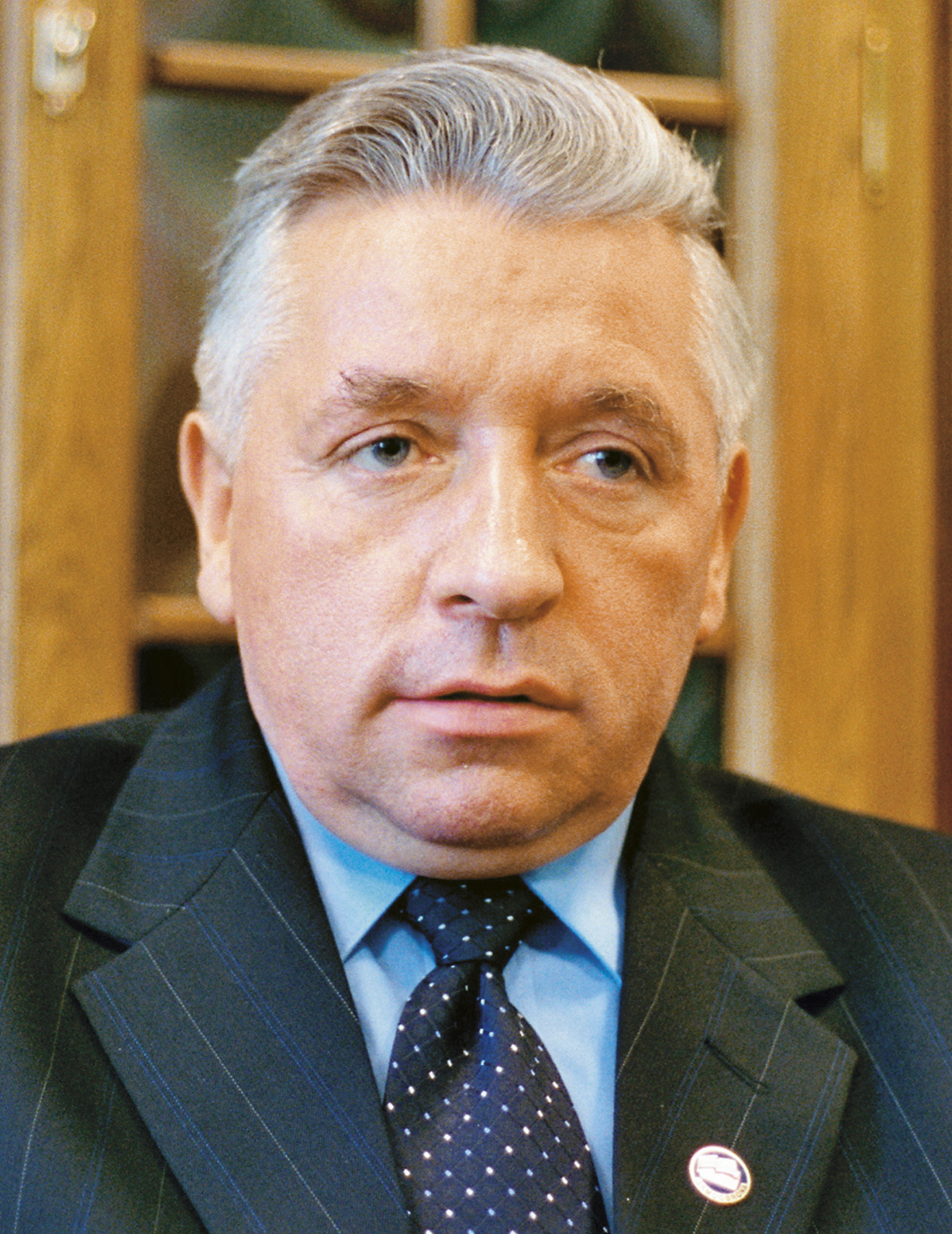
Andrzej Lepper

- Była radna Samoobrony RP w sejmiku łódzkim i wiceprzewodnicząca struktur tej partii w regionie Aneta Krawczyk w rozmowie z dziennikarzem „Gazety Wyborczej” Marcinem Kąckim oskarżyła Andrzeja Leppera oraz Stanisława Łyżwińskiego o żądanie korzyści w postaci stosunków seksualnych w zamian za pracę w biurze poselskim, a samego Łyżwińskiego także o uzależnianie wypłacania pensji od odbycia stosunku. Aneta Krawczyk złożyła również w Sądzie Rejonowym w Radomsku pozew o ustalenie ojca swojej 3,5-letniej córki Weroniki oraz zasądzenie alimentów od Stanisława Łyżwińskiego[1].

- Artykuł Praca za seks[2] ukazał się 4 grudnia 2006 roku. Aneta Krawczyk była cytowana w nim anonimowo jako Aneta K.

- 5 grudnia 2006 już pod pełnym nazwiskiem Aneta Krawczyk występuje w programie Teraz my! w telewizji TVN, gdzie ponawia oskarżenia wobec polityków. Twierdzi też, że Stanisław Łyżwiński jest ojcem jej 3,5-letniej córki. Po tym programie prokurator krajowy Janusz Kaczmarek wszczął z urzędu śledztwo w sprawie zarzutów Krawczyk. Prokuratura zarządziła także badanie DNA Stanisława Łyżwińskiego, Anety Krawczyk i jej córki w celu ustalenia, czy Stanisław Łyżwiński jest ojcem dziecka. W tym samym programie Krawczyk ujawniła, że radny Jacek Popecki, asystent posła Łyżwińskiego na jego polecenie aplikował jej zastrzyki z leku dla zwierząt w celu wywołania poronienia[3].

- 6 grudnia 2006 poseł Samoobrony RP Stanisław Łyżwiński zawiesił działalność w partii, a Andrzej Lepper zapowiedział, że zostanie z niej wykluczony[4].

- 9 grudnia 2006 podano wyniki badań DNA, z których wynika, że Stanisław Łyżwiński nie jest ojcem trzyipółletniej córki Anety Krawczyk. Adwokat Krawczyk zażądała wtedy badań DNA Andrzeja Leppera, twierdząc, że skoro Krawczyk współżyła w tamtym czasie tylko z nimi dwoma, to Lepper musi być ojcem dziecka Krawczyk.

- 9 grudnia 2006 podczas konferencji prasowej Andrzej Lepper stwierdził, że „Gazeta Wyborcza”, pewne ugrupowania polityczne oraz środowiska biznesu chciały dokonać zamachu stanu obalając legalnie wybrany rząd po to, aby uniemożliwić rozliczenie afer i wybranie nowego prezesa Narodowego Banku Polskiego. Ogłosił także, że będzie nalegał, by sprawą zajęła się Agencja Bezpieczeństwa Wewnętrznego. Wicepremier Andrzej Lepper zapowiedział również podanie do sądu Anety Krawczyk za pomówienie. Pogląd Andrzeja Leppera o próbie obalenia rządu podzielił wicepremier i minister edukacji narodowej Roman Giertych. Zapowiedział on złożenie projektu nowelizacji przepisów prawa prasowego tak, aby przyspieszyć tryb zamieszczania sprostowań, a redakcje dopuszczające się pomówień karać finansowo.

- 14 grudnia 2006 Stanisław Łyżwiński został, decyzją przewodniczącego partii wykluczony z Samoobrony RP.

### 2007
- 8 lutego 2007 badanie DNA Andrzeja Leppera wykazało, iż nie jest on ojcem najmłodszego dziecka Anety Krawczyk[5].

- 9 lutego 2007 łódzki sąd rejonowy aresztował na trzy miesiące radnego Samoobrony RP Jacka Popeckiego. Prokurator przedstawił mu zarzuty nakłaniania Anety Krawczyk do przerwania ciąży i narażenie życia kobiety poprzez zaaplikowanie jej leku dla zwierząt w celu wywołania poronienia[6].

- 29 czerwca 2007 łódzki prokurator skierował do Sądu Okręgowego w Piotrkowie Trybunalskim akt oskarżenia przeciwko radnemu Samoobrony RP Jackowi Popeckiemu.

- 10 lipca 2007 prokurator generalny Zbigniew Ziobro skierował do Sejmu wniosek o uchylenie Stanisławowi Łyżwińskiemu immunitetu.

- 23 sierpnia 2007 Sejm kwalifikowaną większością głosów (392 za, 10 przeciw, 2 wstrzymało się od głosu) uchyla immunitet Stanisławowi Łyżwińskiemu i wyraża zgodę na jego aresztowanie; tego samego dnia wieczorem policja zatrzymuje go w gdańskim szpitalu[7].

- 24 sierpnia 2007 prokurator Prokuratury Okręgowej w Łodzi przedstawił posłowi Stanisławowi Łyżwińskiemu siedem zarzutów[8] m.in.: oferowania Anecie Krawczyk pracy w zamian za korzyść seksualną, zmuszania jej i dwóch innych kobiet do usług seksualnych, nakłaniania Anety Krawczyk do dokonania aborcji, zgwałcenia radnej rady powiatu tomaszowskiego oraz podżegania do porwania i przetrzymywania jako zakładnika byłego wspólnika w celu zmuszenia go do spłaty długu[9]. Polityk nie przyznał się do popełnienia zarzucanych mu czynów.

- 8 listopada 2007  Prokurator łódzkiej Prokuratury Okręgowej przedstawił szefowi Samoobrony RP Andrzejowi Lepperowi zarzuty żądania i przyjmowania korzyści o charakterze seksualnym od Anety Krawczyk oraz usiłowania doprowadzenia do obcowania płciowego członkini zarządu województwa lubelskiego i wiceprzewodniczącej sejmiku lubelskiego Agnieszki Kowal. Po przesłuchaniu wypuszczono go za kaucją w wysokości 50 tys. zł[10]. Ostatecznie zmniejszono ją do 30 tys. zł, ale prokurator zastosował także wobec Leppera środek zapobiegawczy w postaci dozoru policyjnego[11].

### 2008
- 26 stycznia 2008 Prokuratura Rejonowa w Tomaszowie Mazowieckim oskarżyła Anetę Krawczyk, o to, że wspólnie ze Stanisławem Łyżwińskim i byłym posłem Waldemarem Borczykiem dokonali oszustwa na kwotę 60 tys. zł.

- 6 maja 2008  przed Sądem Okręgowym w Piotrkowie Trybunalskim rozpoczął się proces Andrzeja Leppera i Stanisława Łyżwińskiego. Na wniosek pełnomocnika Anety Krawczyk proces został utajniony.

- 19 maja 2008 Sąd Okręgowy w Piotrkowie Trybunalskim uznał Jacka Popeckiego winnym dokonania zarzucanych mu czynów i skazał go na karę dwóch lat i czterech miesięcy pozbawienia wolności[12].

- 20 maja 2008 „Polska” opublikowała dwa listy miłosne, które Aneta Krawczyk miała napisać do Stanisława Łyżwińskiego. Według jego żony Wandy Łyżwińskiej miało to świadczyć o tym, iż Krawczyk uwodziła byłego posła i to ona dążyła do intymnych relacji między nimi[13].

- 2 września 2008 Sąd Rejonowy w Tomaszowie Mazowieckim skazał na karę 1 miesiąca pozbawienia wolności z warunkowym jej zawieszeniem na dwuletni okres próby działacza Samoobrony RP Pawła G. za nakłanianie Anety Krawczyk do wycofania oskarżeń ws. „seksafery”[14].

### 2009
- 13 stycznia 2009 Sąd Apelacyjny w Łodzi utrzymał w mocy wyrok skazujący Jacka Popeckiego[15].

- 9 lutego 2009 przed Sądem Rejonowym w Tomaszowie Mazowieckim rozpoczął się proces Krawczyk, Łyżwińskiego i Borczyka w sprawie defraudacji partyjnych pieniędzy Samoobrony RP[16].

- 13 marca 2009 krakowski sąd uznał byłego szefa Samoobrony RP w Myślenicach Franciszka Irzyka winnym zarzucanego mu poplecznictwa w sprawie „seksafery” i wymierzył mu karę 8 miesięcy pozbawienia wolności z warunkowym zawieszeniem jej wykonania[17].

- 5 sierpnia 2009 Sąd Najwyższy skrócił karę wymierzoną Jackowi Popeckiemu z 2 lat i 4 miesięcy do 2 lat pozbawienia wolności, uznając, że nie popełnił on przestępstwa, namawiając Anetę Krawczyk do zmiany zeznań, a równocześnie odrzucił jego kasację w sprawie  dotyczącej wyroku za narażenie jej życia[18].

### 2010
- 11 lutego 2010, po prawie 2 latach procesu Sąd Okręgowy w Piotrkowie Trybunalskim pod przewodnictwem sędzi Magdaleny Zapały-Nowak skazał nieprawomocnie Andrzeja Leppera na karę dwóch lat i trzech miesięcy, a Stanisława Łyżwińskiego na karę pięciu lat pozbawienia wolności bez zawieszenia wykonania kary. Uzasadnienie wyroku zostało utajnione[19]. W tym samym dniu Stanisławowi Łyżwińskiemu uchylono tymczasowy areszt, który opuścił karetką[20]. Lepper i Łyżwiński złożyli następnie apelacje od wyroku[21].

### 2011
- 30 marca 2011 Sąd Apelacyjny w Łodzi skierował sprawę Andrzeja Leppera oraz dwóch zarzutów Stanisława Łyżwińskiego, dotyczących ich działań wspólnie i w porozumieniu, do ponownego rozpoznania przez Sąd Okręgowy oraz utrzymał w mocy wyrok skazujący w zakresie 5 pozostałych zarzutów dotyczących samego Łyżwińskiego, zmniejszając mu równocześnie karę łączną do 3 lat i 6 miesięcy pozbawienia wolności[22]. Ze względu na śmierć Andrzeja Leppera (5 sierpnia 2011) jego proces został ostatecznie umorzony.

### 2012
- 25 stycznia 2012 Sąd Najwyższy uchylił wyrok Sądu Apelacyjnego w zakresie czterech z pięciu zarzutów stawianych Stanisławowi Łyżwińskiemu, utrzymując go co do przestępstwa podżegania do porwania (za co ostatecznie wymierzono karę 1 roku i 3 miesięcy pozbawienia wolności) i jednocześnie kierując sprawę do ponownego rozpoznania przez sąd II instancji w pozostałym zakresie[23].

### 2013
- Postępowania karne wobec Stanisława Łyżwińskiego zostały zawieszone z uwagi na zły stan jego zdrowia[24].